# Eneko Sagardoy
Eneko Sagardoy Mujika (Durango, 17 de janeiro de 1994) é um ator espanhol. Em 2018, ganhou o Prêmio Goya de melhor ator revelação pelo seu papel no filme Handia.